# Булычев, Юрий Петрович
Ю́рий Петро́вич Булычев (укр. Юрій Петрович Буличев; 12 октября 1982, Харьков, Украинская ССР, СССР) — украинский футболист, полузащитник, защитник

## Игровая карьера
Воспитанник ДЮСШ «Локомотив» г. Харьков. Первый тренер — Евгений Рывкин. С 2002 находился в расположении харьковского «Металлиста». 57 матчей провёл за «Металлист-2», в основной команде — единственный матч 24 августа 2003 года в Кубке Украины против «Прикарпатья». В 2004 году некоторое время играл в харьковском «Арсенале».
В 2005 году по приглашению Романа Покоры перешёл в «Александрию». Начинал играть в Александрии правым полузащитником, потом играл справа в обороне. Позже играл на позиции второго оттянутого форварда или атакующего полузащитника. С командой занял второе место во второй лиге, что дало право повыситься в классе.
В 2006 году вместе с Романом Покорой перешёл в азербайджанский «Симург», где в числе напарников Юрия были и другие украинцы: Владимир Мазяр, Вячеслав Невинский, Евгений Ковтунов, Сергей Селезнёв, Сергей Ружицкий, Михаил Старостяк.
В 2009 году перешёл в «Кривбасс». В криворожской команде 24 апреля 2009 года в игре с ФК «Львов» дебютировал в высшей лиге чемпионата Украины.
После «Кривбасса» выступал в азербайджанском «Симурге», «Гелиосе», «Карловке». Участник Лига Европы 2009/10. С 2013 года — игрок МФК «Николаев», в составе которого в сезоне 2016/17 дошел до полуфинала Кубка Украины, но в самом полуфинальном матче не принимал участие.

## Достижения
- Бронзовый призёр Второй лиги Украины: 2017/18
- Серебряный призёр Второй лиги Украины: 2005/06
- Бронзовый призёр Второй лиги Украины: 2004/05